# Vincenzo Pallavicini
Vincenzo Pallavicini (Brescia, fine XVII secolo – dopo il 1766) è stato un compositore italiano.
Poco si conosce della vita di Pallavicini. Forse figlio del compositore Carlo Pallavicino e fratello del librettista Stefano Benedetto Pallavicino, nel 1743 entrò all'Accademia Filarmonica di Bologna, dove studiò con Padre Martini e con il quale strinse una profonda amicizia. Nel 1751 mise in scena una sua opera a Brescia, Il Demetrio, e poco dopo fu nominato a Venezia maestro di cappella dell'Ospedale degli Incurabili.
Pallavicini è principalmente ricordato per aver musicato il primo atto del libretto Lo speziale ovvero la finta ammalata di Carlo Goldoni; i restanti due atti dell'opera furono, invece, musicati da Domenico Fischietti.

## Lavori
Molti lavori (soprattutto opere) di Pallavicini rimangono tuttora sconosciuti.
- Il Demetrio (dramma per musica, libretto di Pietro Metastasio, 1751, Brescia)
- Lo speziale ovvero la finta ammalata (dramma giocoso, libretto di Carlo Goldoni, scritto in collaborazione con Domenico Fischietti, 1754, Venezia)
- Ave Maris Stella
- Sinfonia accomodata per il cembalo solo (dubbia attribuzione)